# Пропаганда током ратова у Југославији
Током југословенских ратова (1991−2001) пропаганда је нашироко коришћена у медијима Републике Југославије, Хрватске и Босне и Херцеговине.
Током свих сукоба, све стране су користиле пропаганду као средство медијског рата. Медији у бившој Југославији били су етнички подељени, са само неколико независних гласова против националистичке реторике.
Пропаганда је широко коришћена од стране Слободана Милошевића. Своје напоре за контролу медија започео је крајем 1980-их, а до 1991. године успешно се спојио РТС и други српски медији који су у великој мери постали гласник његовог режима. Део оптужнице Међународног кривичног суда за бившу Југославију против Милошевића оптужује га и за употребу медија у пропагандне сврхе.
У Хрватској су медији укључивали главну јавну радиодифузну компанију, Хрватску радио и телевизију и углавном су били под контролом Фрања Туђмана и његове странке Хрватске демократске заједнице. Хрватски медији су се бавили пропагандом током Рата у Хрватској, тако и током Рата у БИХ.
Неки од аналитичара су тврдили да су западни медији користили пропагандну тактику у извештавању о ратовима, посебно у негативном приказивању Срба током сукоба.

## Позадина и анализа
У току распада Југославије, медији су играли кључну улогу у љуљању јавног мњења о сукобу. Медији под контролом државних режима помогли су неговању окружења које је омогућило рат нападајући грађанске принципе, подстичући страх од етничког насиља и инжињерску сагласност. Иако су све стране у југословенским ратовима користиле пропаганду , режим Слободана Милошевића је имао водећу улогу у њеном ширењу. Милошевић је 1987. почео да користи државну телевизију да прикаже Социјалистичку Федеративну Републику Југославију као „антисрпску“, што је изазвало ривалску пропаганду из Хрватске и Босне и Херцеговине. Већина медија била је саучесник у тој тактици, подлегли су својим етничким и политичким партијама и деловали као оруђе за националистичку пропаганду. Изузетак је била шачица независних медија.
Било је неколико истакнутих медијских скандала 1980-их година, попут инцидента Ђорђа Мартиновића из 1985. и афере Војко и Савле из 1987. године. Меморандум САНУ је добио на значају након што је 1986. године процурио у мејнстрим медије.
Много пре него што је избио сукоб у Хрватској, и српски и хрватски медији су припремали своју публику за насиље и оружани сукоб емитујући приче о злочинима из Другог светског рата које су починили они други. Тако су у хрватским медијима Срби представљали четнике (повремено партизане), а у српским медијима приказиване су усташе. Када су борбе почеле, то су биле ознаке које су се рутински користиле у медијским ратним извештајима са обе стране; унели су мржњу и страх међу становништво. Српска и хрватска пропагандна кампања такође су појачавале једна другу. Националистичка реторика коју су изнели хрватски председник Фрањо Туђман и друге хрватске јавне личности пре и после хрватских парламентарних избора 1990. године помогла је Милошевићу. Исто тако, Милошевићева политика у Хрватској изазвала је националистичко расположење међу Хрватима, што је Туђман искористио у своју корист.
И Милошевић и Туђман су преузели контролу над медијима у својим републикама и користили су новинске, радио и телевизијске извештаје да распирују ватру мржње. Новинарка Меги О’Кејн је приметила како су оба лидера била свесна важности подстицања пропагандних кампања „које би припремиле земљу Титове деце – у суштини етнички мешовиту земљу – за поделу југословенског идеала”.
У БИХ су медији исто тако били подељени по етничким линијама, што је допринело продужењу рата у Босни и представљало препреку за постизање мира.
Зараћене стране у југословенским ратовима користиле су различите тактике попут преувеличаних извештаја о ратним злочинима. Нпр, и бошњачки и српски медији извештавали су да су њихове бебе коришћене као храна за животиње у зоолошким вртовима. Жртве масакра су погрешно представљене као припадници сопствене етничке групе или да је друга страна убијала своје људе у пропагандне сврхе. Све стране су користиле документарце и филмове да подрже своје циљеве.

## Српски медији
У Међународном кривичном суду за бившу Југославију (МКСЈ), једна од оптужница против председника Србије Слободана Милошевића била је његова употреба српских државних медија да створи атмосферу страха и мржње међу југословенским православним Србима ширењем „преувеличаног и лажне поруке етнички заснованих напада босанских Муслимана и Хрвата католика на српски народ".

### Милошевићева владавина и контрола српских медија
Милошевић је започео своје напоре да преузме контролу над медијима од 1986. до 1987.  процес који је завршен до лета 1991. године. Радио-телевизија Београд је 1992. године заједно са Радио-телевизијом Нови Сад (РТНС) и Радио-телевизијом Приштина (РТП) постала део Радио-телевизије Србије, централизоване мреже, која је требало да буде разглас Милошевићеве политике. Током 1990-их, Дневник је коришћен за величање „мудре политике Слободана Милошевића“ и за напад на „слуге западних сила и силе хаоса и очаја“, српску опозицију.
Према Данијели Сремац, за разлику од Хрвата и Бошњака, српски напори за одржавање односа с јавношћу нису постојали, јер је Милошевићева влада имала презир према западној штампи.  Међутим, Wise Communications у Вашингтону је заступао интересе Србије уговором са српском нафтном компанијом Југопетрол до увођења санкција ембаргом УН Србији. Bill Wise, председник фирме, изјавио је: „Организовали смо телевизијске интервјуе и објављивали чланке у америчким публикацијама за Слободана Милошевића. Део наше улоге је био да постигнемо баланс у информацијама које долазе из Југославије”. Група српских бизнисмена ангажовала је Ian Greer Associates да организује лоби у Вестминстеру, пренесе српску поруку и спречи економске санкције Европске економске заједнице. Такође је престао да функционише када су УН увеле санкције у јуну 1992. године. Остале пи-ар активности укључивале су Burson-Marsteller, који је водио медијске и политичке односе за посету новог југословенског премијера Милана Панића, и мноштво српских информативних центара и појединачних лобиста са обе стране.
Према речима професора Реноа Де ла Броса, вишег предавача на Универзитету у Ремсу, сведока које је позвала канцеларија тужиоца МКСЈ, српске власти су користиле медије као оружје у својој војној кампањи. „Конкретно у Србији, коришћење медија за националистичке циљеве чинило је део добро промишљеног плана – и сам део стратегије освајања и афирмације идентитета. Према де ла Бросу, националистичка идеологија је дефинисала Србе делом према историјском миту, заснованом на поразу Србије од отоманских снага у бици на Косову 1389. године, а делом на геноциду над Србима почињеном током Другог светског рата од стране Хрватске фашистичке усташе, које су управљале Независном Државом Хрватском. Жеља Хрвата за независношћу распирила је пламен страха, посебно у већински српским областима Хрватске. Према де ла Бросу, нови српски идентитет постао у супротности са "осталима": Хрватима (прерушеним у усташе) и муслиманима (прерушеним у потурице). Термини као што су „геноцидан“, „фашистоид“, "наследник усташког поглавара Анте Павелића" и "неоусташки хрватски краљ наследник" српски медији су користили да описују хрватског председника Фрању Туђмана. Насупрот томе, Милошевић је описан као „мудар“, „одлучан“, „непоколебљив“ и „особа која је српском народу враћала национално достојанство“. 
Милошевић је пре рата на Косову дозволио објављивање независних штампаних медија, али је њихова дистрибуција била ограничена. Његове методе контроле медија укључивале су стварање несташице папира, ометање или заустављање залиха и опреме и конфискацију новина због штампања без одговарајућих дозвола или других разлога. За медије у јавном власништву, он би могао да отпусти, унапреди, деградира или јавно осуди новинаре. Године 1998. усвојио је закон о медијима који је створио посебан суд за прекршаје да суди за прекршаје и имао је могућност да изриче високе казне и да конфискује имовину ако није одмах плаћена. Human Rights Watch је известио да је пет независних уредника новина оптужено за ширење дезинформација јер су Албанце који су погинули на Косову називали „људима“, а не „терористима“. Владини удари на независне медије су се појачали када су снаге НАТО-а запретиле интервенцијом на Косову крајем септембра и почетком октобра. Штавише, влада је такође задржала директну контролу над државним радиом и телевизијом, која је обезбеђивала вести за већину становништва. Према извештају де ла Броса, медији које контролише Милошевић свакодневно су досезали више од 3,5 милиона људи. С обзиром на то и на недостатак приступа алтернативним медијима, де ла Брос наводи да је изненађујуће колики је отпор Милошевићевој пропаганди међу Србима, о чему сведоче не само масовне демонстрације у Србији 1991. и 1996–97. године, које су срушиле режим, већ и дезертерство и велики отпор позиву за војску. Више од 50.000 људи учествовало је на многим антиратним протестима у Београду, а више од 150.000 људи учествовало је у најмасовнијем протесту „Марш црне траке“ у знак солидарности са грађанима Сарајева.   Процењује се да је између 50.000 и 200.000 људи дезертирало из Југословенске народне армије, а између 100.000 и 150.000 људи је емигрирало из Србије због одбијања да учествује у рату.
Де ла Брос описује како је Радио-телевизија Србије приказала догађаје у Дубровнику и Сарајеву: „Приказане слике Дубровника су дошле са коментаром који оптужује оне са Запада који су снимили филм за манипулацију и да им је изгорела гума испред њихових камера како би изгледало да је град у пламену. Што се тиче испаљених граната на Сарајево и причињене штете, неколико месеци једноставно као да се то никада није догодило у очима српских телевизијских гледалаца, јер би београдска телевизија приказивала слике града снимљене месецима, па и годинама раније, како би демантовала да је се икада догодило“. Српска јавност је била храњена сличним дезинформацијама о Вуковару, према речима бившег дописника Реутерса Данијела Делуса: „Српска радио-телевизија створила је чудан универзум у којем Сарајево, босанска престоница, никада није било опкољено и у којем је разорени хрватски град Вуковар био „ослобођен““.
У пресуди МКСЈ-а у пресуди Милану Бабићу, првом председнику Републике Српске Крајине, самопроглашеног ентитета којим доминирају Срби у Хрватској, стоји да је Бабић држао запаљиве говоре и да је заједно са медијима сејао страх и мржњу међу Србима у Хрватској, те их је убедио да могу једино бити безбедни у својој држави. Бабић је навео да је током тих догађаја био под великим утицајем српске пропаганде, која је константно указивала на претњу од геноцида Хрватског режима над Србима.
Жељко Копања, уредник независног листа Независне новине, тешко је повређен у експлозији бомбе у аутомобилу након што је објавио приче о злочинима које су Срби починили над Бошњацима током рата у Босни. Он је веровао да су бомбу поставиле српске безбедносне службе како би га спречиле да објављује даље приче. Истрага федералног истражног бироа поткрепила је његове сумње.

### Случајеви српске пропаганде

#### Случај "пакрачки геноцид"
Током пакрачког сукоба, српски лист "Вечерње новости" објавио је да су хрватске снаге 2. марта 1991. године у Пакрацу убиле око 40 српских цивила. Прича је прихваћена од шире јавности, али и код појединих министара у Влади Србије попут Драгутина Зеленовића. Тај извештај није могао бити потврђен у другим медијима из свих седам општина са називом "Пакрац" у бившој Југославији.

#### Случај „вуковарски масакр беба“
Дан пре погубљења 264 хрватска ратна заробљеника и цивила у масакру на Овчари, српски медији јавили су да је у Вуковару убијено 40 српских беба. Др Весна Босанац, начелница вуковарске болнице из које су одвођени хрватски ратни заробљеници и цивили, рекла је да верује да је прича о закланим бебама објављена намерно да би се српски националисти подстакли на злочин.

#### Случај „Дубровник - 30.000 усташа“
Пре опсаде Дубровника, југословенски официри (тачнијеПавле Стругар)  су уложили заједнички напор да преувеличају „претњу“ хрватског напада на Црну Гору од стране „30.000 наоружаних усташа и 7.000 терориста, укључујући курдске плаћенице“. Ту пропаганду су навелико ширили државни медији Србије и Црне Горе.
У стварности, хрватске војне снаге на том подручју у септембру практично нису постојале. Хрватске снаге су се састојале од само једне јединице локално регрутоване, која је бројала мање од 1.500 људи. Такође, није било плаћеника, курдских или других.

#### Случај „Дубровник - запаљене гуме“
Приликом опсаде Дубровника 1991. године, Војска Југославије је гранатирала хрватски град, а Радио-телевизија Србије је Дубровник приказала са стубовима дима и тврдила да мештани пале аутомобилске гуме како би симулирали разарање града.

#### „Четврти рајх“ и „ватиканска завера“
Београдски медији су понекад извештавали о наводној завери „страних сила“ да униште Југославију. У једном случају, ТВ Београд је приказала Туђмана како се рукује са немачким канцеларом Хелмутом Колом и оптужила их за заверу да наметну „четврти рајх“, а чак је и Ватикан окривљен за „подршку сецесионистима“. Као последица тога, у септембру 1991. амбасаде Немачке и Ватикана биле су мете српских демонстраната, који су узвикивали: „Папа Јован Павле Други подржава неофашизам у Хрватској“.

#### Операције под лажном заставом
Током озлоглашених операција под лажном заставом Лабрадор и Опера, које је 1991. године спровела обавештајна служба Југословенског ратног ваздухопловства, српски медији су у више наврата износили лажне оптужбе у којима се Хрватска повезивала са Другим светским ратом, фашизмом, нацизмом и антисемитизмом са циљем да дискредитује хрватске захтеве за самосталношћу на Западу.

#### Туђманов цитат из 1992. о "Хрватској која жели рат"
Српски медији су истицали да је хрватски председник Фрањо Туђман започео рат у Хрватској. Медији су у више наврата спомињали његов говор у Загребу 24. маја 1992. и тврдили да је наводно рекао: „Рата не би било да га Хрватска није желела“. Током суђења пред Хашким трибуналом, Слободан Милошевић и Милан Мартић су такође често прибегли Туђмановом цитату да би доказали своју невиност.
Међутим, тужиоци МКСЈ-а су дошли до интегралне траке његовог говора, пустили је у целини током суђења Мартићу 23. октобра 2006. и доказали да Туђман никада није рекао да Хрватска „жели рат“. Након пуштања те траке, Борислав Ђукић је био приморан да призна да Туђман није рекао оно што се тврдило. Цитат је заправо следећи: „Неки појединци у свету који нису били пријатељи Хрватске тврдили су да смо и ми одговорни за рат. А ја сам им одговорио: Да, рата не би било да смо одустали од циља стварања суверене и независне Хрватске. Предлагали смо да се наш циљ оствари без рата, а да се југословенска криза реши претварањем федерације, у којој нико није био задовољан, а поготово не хрватски народ, у савез суверених држава у којем би Хрватска била суверена, са сопственом војском, сопственим новцем, сопственом дипломатијом. Нису прихватили“.

#### Случај „босански муџахедини“
Српска пропаганда током рата у Босни приказивала је босанске муслимане као насилне екстремисте и исламске фундаменталисте. Након низа масакара Бошњака, неколико стотина (између 300  и 1.500 ) плаћеника који говоре арапски првенствено са Блиског истока и северне Африке, званих муџахедини, долази у Босну у другој половини 1992. у циљу да помогну „својој муслиманској браћи”. Српски медији, међутим, извештавају о знатно већем броју муџахедина и представљају их као терористе, што представља распламсавање антимуслиманске мржње међу Србима и другим хришћанима. МКСЈ није подигао оптужницу ни против једног од страних добровољаца. Међутим, документовани су случајеви да су јединице муџахедина починиле ратне злочине, укључујући убијање, мучење и одсецање глава српских и хрватских цивила и војника. Бившег команданта Армије БиХ Расима Делића МКСЈ је осудио на три године затвора, делом због злочина које је починила јединица муџахедина која је била у саставу његове дивизије, која је мучила, одсецала главе и сакатила заробљене српске заробљенике.

#### Случај "приједорски доктори чудовишта"
Непосредно пре масакра бошњачких и хрватских цивила у Приједору, српска пропаганда је истакнуте несрбе окарактерисала као злочинце и екстремисте који би требали бити кажњени за своје понашање. Др Мирсад Мујаџић, бошњачки политичар, оптужен је да је Српкињама убризгавао дрогу како би оне биле неспособне за зачеће мушке деце, што је заузврат допринело смањењу наталитета међу Србима. Такође, др Жељко Сикора, Хрват, звани Доктор чудовиште, оптужен је да је Српкињама наметао абортус ако су биле трудне са мушком децом и да је кастрирао мушке бебе српских родитеља. Такође, у чланку "Козарског вјесника" из 10. јуна 1992. године др Осман Махмуљин је оптужен да је свом српском колеги др Живку Дукићу, који је доживио срчани удар, намерно пружио неправилну медицинску помоћ.
Миле Мутић, директор Козарског вјесника, и новинар Раде Мутић били су редовни на састанцима српских политичара како би се информисали о наредним корацима ширења пропаганде.

#### Случај „Маркале завера”
Масакри на Маркалама су два артиљеријска напада на цивиле на пијаци Маркале које је починила Војска Републике Српске током опсаде Сарајева. Охрабрени првобитним извештајем Заштитних снага Уједињених нација, српски медији су тврдили да је босанска влада гранатирала сопствене цивиле како би натерала западне силе да интервенишу против Срба. Међутим, у јануару 2003. МКСЈ је закључио да су масакр починиле српске снаге око Сарајева. Иако су међународни медији навелико извештавали, пресуда је игнорисана у самој Србији.

#### Случај Лавови из Пионирске долине
Током Опсаде Сарајева, српска пропаганда је покушавала да оправда опсаду. Као резултат тог напора, Српска национална телевизија је приказала прилог у којем се наводи да „муслимански екстремисти дају српску децу лавовима у сарајевском зоолошком врту званом Пионирска долина“.

#### Кравица изазива освету у Сребреници
Док је сребреничка енклава била под опсадом Војске Републике Српске, њен командант Насер Орић предводио је неколико напада на оближња села која су била под контролом Срба, од којих су многа била босанска пре рата, али су их српске снаге заузеле током рата. првих месеци опсаде. Операције су резултирале великим бројем српских жртава. Олрић је касније оптужен од стране МКСЈ у својој првостепеној пресуди. Утврђено је да босанске трупе у Сребреници често нису биле у стању да обуздају велике групе изгладнелих цивила који су учествовали у нападима да би добили храну из српских села. Неки српски медији су те нападе описали као главни покретач српског напада на Сребреницу 1995. године. Телевизијски водитељ на Палама рекао је да је "Сребреница ослобођена од терориста" и да је "офанзива настала након што је муслиманска страна напала српска села изван заштићене зоне Сребренице".

### Пропаганда као део оптужнице МКСЈ

#### Пропаганда као део оптужнице против Милошевића
Два припадника Федералне службе безбедности (КОГ) сведочила су тужилаштву на суђењу Милошевићу о својој умешаности у његову пропагандну кампању. Слободан Лазаревић је открио наводне тајне активности КОГ-а које су имале за циљ подривање мировног процеса, укључујући минирање фудбалског терена, водоторња и поново отворену пругу између Загреба и Београда. За ове радње окривљени су Хрвати. Мустафа Чандић, један од четири помоћника начелника КОГ-а, описао је употребу технологије за измишљање разговора како би звучало као да хрватске власти говоре Хрватима у Србији да оду како би створили етнички чисту Хрватску. Разговор је емитован након што их је српски напад на Хрвате који живе у Србији приморао да побегну. Он је сведочио о још једном случају дезинформација које су укључивале телевизијски пренос лешева, описаних као српске цивиле које су убили Хрвати. Чандић је посвједочио да је веровао да су то у ствари тела Хрвата које су убили Срби, али та изјава није потврђена. Такође је потврдио постојање Операција Опера и Лабрадор.

### Бомбардовање РТС-а и последице
Током НАТО бомбардовања Југославије 1999. године, зграду Радио-телевизије Србије у Београду уништио је НАТО  упркос контроверзи. Француска се противила бомбардовању, а Амнести интернешенел и Human Rights Watch су га осудили као напад на цивилну мету.
Када је у октобру 2000. године збачена Милошевићева влада, РТС је био примарна мета демонстраната. Након најезде на Скупштину, демонстранти су се упутили ка згради РТС-а.

#### Извињење РТС-а
РТС је 23. маја 2011. издао званично извињење због тога што је њен програм био злоупотребљен за ширење пропаганде и дискредитацију политичких противника 1990-их и да је својим програмом „повредио осећања, морални интегритет и достојанство грађана Србије, хуманистички оријентисаних интелектуалаца, припадника политичке опозиције, критички настројених новинара, појединих мањина у Србији, мањинске верске групе у Србији, као и поједине суседне народе и државе”.

### Отпор
Један број независних српских медија одупрео се Милошевићевом утицају и контроли и покушао је да уравнотежи његову националистичку реторику. Међу њима су радио Б92, телевизија Студио Б и недељник Време. У мају 1992. године, Време је објавило чланке о разарању градова у Босни и Хрватској, а у новембру 1992. описао нападе на објекте културне баштине (како српских тако и несрпских снага). Најзапаженији дисидентски глас, међутим, дошао је из дневног београдског листа Борба.   Тим истраживача са Универзитета у Љубљани проучавао је српске и хрватске медије током рата и открио да је Борба покушавао да „одржи рационалан став“ према рату који је укључивао објављивање свеобухватних информација и објективних извештавање о реакцијама хрватске владе на појединачне догађаје, што је недостајало у хрватским медијима.  То су биле прве новине које су објавиле разарање пет џамија у граду Бијељини у марту 1993. током рата у Босни. У штампи коју контролише Милошевић, уредници Борбе су издвојени као „издајници“.  Независни медији су редовно били малтретирани и борили су се да опстану.

## Хрватски медији
Рат у Хрватској био је други сецесионистички сукоб у Југославији и уследио је након сукоба у Словенији. Туђман и његова влада су сукоб у САД приказали као рат демократије против комунизма и добра против зла. Хрватско министарство информисања је порасло, а владајућа странка, Хрватска демократска заједница (ХДЗ), ојачала је свој утицај на хрватску телевизију, радио и штампане медије. Западни медији су тада били смештени у Хрватској и тако подложни утицају хрватске владе.  У лето 1991. Хрватска је ангажовала Ruder Finn, фирму за односе с јавношћу чије су услуге укључивале комуникацију са представницима америчке владе, као и међународним медијима, како би ојачала имиџ земље у јавности.  Стратегија је укључивала мобилизацију 2,5 милиона Хрвата у САД да лобирају код својих представника у Конгресу. Фирма је организовала путовања у Хрватску од стране америчких представника и комбиновала посете са видео снимцима смрти и разарања.  Доминантна перспектива у западним медијима и дискурсу остала је да је српски експанзионизам, а не хрватски сецесионизам, изазвао сукоб.  У Лондону су хрватски представници ушли у преговоре са лобистичким фирмама, укључујући Hill and Knowlton, и понудили су 500.000 фунти за креирање медијске кампање за добијање званичног признања и подизање профила Хрватске.
У мају 1990. хрватски председник Фрањо Туђман и његов владајући ХДЗ започели су преузимање хрватске радиотелевизије.  Да би помогао у процесу, Туђман је именовао дугогодишњег филмског редитеља Антуна Врдољака, који је осудио да је „неприхватљиво за Хрватску ТВ да шест и по Срба води њен вечерњи ТВ часопис“ („пола“ је била особа са „мешаном крвљу“).  Хрватски сабор којим је доминирао ХДЗ убрзо је поставио страначке људе на највише руководеће и уређивачке позиције Хрватске радиотелевизије (ХРТ). У септембру 1991. 300 запослених на ХРТ-у је отпуштено из „сигурносних разлога“. Како се испоставило, отпуштени су јер су српске националности, удати за Србина, имају оца који је био припадник Војске Југославије (ЈНА) или нису били присталице ХДЗ-а. 
Како се рат приближавао, ТВ преноси из главног града Загреба оптуживали су југословенски комунистички режим потенцира на хрватском усташком наслеђе. Хрватски медији представили су Хрвате као жртве комунистичке завере која је желела да их трајно стигматизује.  Истовремено су оскрнављени или уништени гробови хрватских партизана и ратни споменици, посебно они посвећени жртвама усташких логора.  Након прве побуне хрватских Срба 1990. године, хрватски медији су Србе почели да називају „брадатим четничким хордама“, „терористима и завереницима“ и „народима склонима демократији“.  Председник Србије Слободан Милошевић је описан као „стаљиниста и бољшевик“, „Стаљиново копиле“, „пљачкаш банака“ и „ауторитарни популиста“. У међувремену, хрватски медији Туђмана су приказали као „мудрог“, „достојанственог“, „стабилног“ и „зрелог државника“. 
Након избијања рата, хрватска пропаганда је играла на моралну супериорност жртава приказујући разарања у градовима попут Дубровника и Вуковара, а истовремено изостављајући српска села која су била у пламену. 
Хрвати су такође користили пропаганду против Срба и Бошњака током хрватско-бошњачког рата 1992-1994, који је био део већег рата у Босни. У свом извештају из 1993. Високи комесаријат ОУН за људска права је упозорио да је већина хрватских телевизијских медија под контролом владе и да у медијском стању влада „преовладавајућа клима националне и верске мржње која се често подстиче дезинформацијама, цензуром и индоктринацијом “. Током хрватско-бошњачког сукоба, хрватски медији су босанске муслимане називали „агресорима“. Извештај Вјесника у којем се наводи да је 9. августа 1993. године 35 Хрвата обешено у близини католичке цркве у Зеници касније је доказано да је лажан. 
Током рата у Босни, хрватске снаге су заузеле телевизијске станице попут Скрадна и створиле сопствену локалну радио и телевизију за емитовање пропаганде. У истом инциденту заузели су јавне установе, подигли хрватску заставу над зградама јавних установа и наметнули хрватски динар као валуту. Према судским вијећима МКСЈ-а у случају Блашкић, хрватске власти су у Кисељаку створиле радио станицу за емитовање националистичке пропаганде. Сличан образац примијењен је у Мостару и Горњем Вакуфу, где су Хрвати створили радио станицу Радио Ускопље.
Локалне пропагандне напоре у деловима Босне и Херцеговине који су били под контролом Хрвата подржавали су хрватски дневни листови попут Вечерњег листа и Хрватске радиотелевизије, посебно контроверзни репортери Дијана Чуљак и Смиљко Шагољ, које породице бошњачких жртава у предмету Враница и даље оптужују за подстицање на масакр босанских ратних заробљеника у Мостару емитовањем прилога о наводним терористима, које су ухапсили Хрвати, који су нападали хрватске цивиле. Тела босанских ратних заробљеника касније су пронађена у масовној гробници Горанци. Хрватска радио-телевизија је напад Хрвата на Мостар приказала као напад босанских Муслимана на Хрвате.
По подацима МКСЈ-у, у раним сатима 9. маја 1993. године, Хрватско вијеће обране (ХВО) напало је Мостар користећи артиљерију, минобацаче, тешко и малокалибарско оружје. ХВО је контролисао све путеве који су водили у Мостар, а међународним организацијама је био онемогућен приступ. Радио Мостар саопштио је да сви Бошњаци са својих прозора треба да окаче белу заставу. ХВО се добро припремио и планирао свој напад.
Током суђења МКСЈ хрватским ратним вођама, многи хрватски новинари који су учествовали као сведоци одбране покушали су да релативизују ратне злочине које су хрватске трупе починиле над нехрватским цивилима (Бошњаци у Босни и Херцеговини и Срби у Хрватској). Током процеса против генерала Тихомира Блашкића, касније осуђеног за ратне злочине, Ивица Мливончић, хрватски колумниста Слободне Далмације, покушао је да одбрани генерала изношењем низа тврдњи у својој књизи Злочин с печатом о наводном геноциду над Хрватима (већина је недоказана или лажна), што су претресна већа сматрала ирелевантним за предмет. Након осуде наставио је да пише у Слободној Далмацији против МКСЈ-а представљајући га као суд против Хрвата, уз шовинистичке тврдње да МКСЈ не може бити непристрасан јер га финансира Саудијска Арабија (тј. муслимани).
Хрватска и босанска кинематографија пратиле су дискурс започет у Холивуду, приказујући Србе и Србију као освајаче, ратне злочинце, пљачкаше и терористе као инструмент подизања националне свести.
Упркос Туђмановој контроли над медијима, независне новине попут Слободне Далмације и Ферал Трибуна посуђивале су своје публикације критичким гласовима. Новинари Ферал Трибуна први су открили размере штете коју је Хрватско вијеће обране (ХВО) нанело локалитетима исламске баштине током рата у Босни у мају 1994. године. Њихова критика Туђмана и његовог режима резултирала је претњама особљу и њиховим породицама из јавности. У јулу 1994. на публикацију је наплаћен порез од 50%, иначе резервисан за порнографске часописе, али је касније укинут. 

## Босански медији
Босанскохерцеговачка пропаганда није била у потпуности присутна, јер је влада Босне и Херцеговине имала за циљ унитарну државу између сва три главна народа. Међутим, постоје ратни видео снимци који су касније поново постављени на Јутјуб и приказују употребу етничких увреда и према Србима и према Хрватима, који се подједнако зову и Четници и усташе.
Било је случајева да су политичари "преувеличавали" број жртава и/или случајева силовања ради наводне политичке добити. На пример, бивши премијер Босне и Херцеговине Харис Силајџић тврдио је да су Срби од априла до децембра 1992. године починили 60.000 случајева силовања над бошњачким женама. Парламентарна скупштина Савета Европе процењује да је укупан број током рата био око 20.000 са све три стране.
У јуну 1992. године, босански председник Алија Изетбеговић потписао је уговор са компанијом Ruder Finn из Вашингтона о промовисању јачег лидерства Сједињених Држава на Балкану. "Босански кризни комуникациони центар" који је основала ова фирма повезао је локалне босанске лидере са западним званичницима и масовним медијима. Такође је припремао новинске чланке и ратне наративе за америчке медије као што су Њујорк Тајмз, Вашингтон Пост, Ју-ес-еј тудеј и Вол Стрит Џурнал.  Агенција је такође радила на обезбеђивању резолуције УН која подржава војну интервенцију у Босни из „хуманитарних разлога“.
У интервјуу из 1993. године, Џејмс Харф, тадашњи председник Рудер Фина, хвалио је контакте своје фирме са политичарима, организацијама за људска права, новинарима и другим члановима медија. Имали су успеха у придобијању јеврејског јавног мњења на страну Хрвата, Бошњака и Косовских Албанаца, након антисемитске „историјске прошлости Хрватске и Босне“ током Другог светског рата. Након што је New York Newsday објавио причу о „логорима смрти“ у августу 1992. које су основали Срби, Рудер Фин је контактирао главне јеврејске организације; резултат је био чешћи емотивни језик у штампи који је евоцирао сећања на холокауст и изједначавање Срба са нацистима. Харф је приметио да је брзина била кључна у преношењу информација, јер је прва порука била „најважнија“, а „накнадна оповргавања нису имала ефекта“ и додао је да њихов посао није био да верификује информације, већ само да убрзају њихову дистрибуцију за своје клијенте.

## Тврдње о НАТО и западним медијима

### Демонизација Срба
Неки научници и посматрачи, као што су Николас Кал, Дејвид Велч, Ноам Чомски, Мајкл Паренти и Скот Тејлор, тврде да су западни медији током ратова постављали сукоб на начин који је довео до демонизације не само Слободана Милошевића већ и српског народа као целине. Други одбацују идеју да су западни медији умешани у антисрпску пропаганду. Историчар Марко Атила Хоаре оспорио је тврдње за које је видео да долазе од „левих ревизиониста” и нагласио да „демонизација Срба” заправо представља различитост мишљења о рату. У рецензији Парентијеве књиге од стране Publishers Weekly стоји: „Док други балкански политички и војни лидери такође могу заслужити кривицу, Милошевић не заслужује одбрану“.
Новинар Дејвид Бајндер тврди да је америчком политиком током 1990-их владала „једноставна догма која окривљује један народ, Србе, као порекло зла на Балкану“ и да су „неписану доктрину подржавали и ширили мејнстрим медији“. Насупрот томе, Роџер Коен, колумниста Њујорк тајмса, изјавио је да су наративи у којима се тврди „демонизација“ Срба коришћени као маневар да се општи поглед на југословенске ратове преокрене претварањем Срба из агресора у жртве. Новинар Мишел Колон написао је да би западни медији, ако су починиоци злочина српске националности, оптужили цео српски народ („Србе“), уместо да користе прецизну терминологију попут „српских екстремиста“. Филип Хамонд професор медија и комуникација који се фокусира на улогу медија у постхладноратовским сукобима и међународним интервенцијама, тврди да су британски медији у извештавању о југословенским ратовима прибегли стереотипима о Србима да би извештавали о рату.
Силвија Хејл је, коментаришући улогу медија у легитимисању ратова, изјавила да је Рудер Фин основао Кризни центар, који је припремао редован ток чланака и ратних наратива за америчке медије. Тврдила је да је Рудер Фин био фокусиран само на српске заробљеничке логоре, али су босански Муслимани и Хрвати такође постављали логоре за људе које су сматрали претњом територији коју контролишу. Такође је приметила да је огромно повећање броја жртава била још једна тактика у пропагандном рату масовних медија. Према Херберту Н. Фоерстелу, главни циљ Рудера Фина био је „насликати Србе као варваре“. У сваком разговору са њиховим контактима порука је била да су „Срби одговорни за сав покољ на Балкану“. Ауторка Флоренс Левинсон је написала да су Хрватска, Босна и Косово преко Рудера Фина настојале да „освоје срца и умове Американаца” залажући се за америчку интервенцију у ратовима. Да би се то постигло било је неопходно да се „Срби демонизују, да Запад саосећа са невољом бивших република у њиховој херојској борби”.
Амерички новинар Питер Брук прегледао је 1.500 чланака, које су 1992. године објавили бројни западни медији. Однос текстова који су представљали позитивну слику о Србима у односу на текстове који су представљали претежно негативну слику био је 40 према 1 (40:1).

### Рат на Косову и Метохији
Историчари специјализовани за пропаганду, Николас Кал, Дејвид Холбрук Калберт и Дејвид Велч, описали су рат на Косову и Метохији као „екстремни случај употребе пропаганде на свим странама крајем 20. века“, а такође и као први рат у којем је интернет одиграо значајну улогу у пропагандној кампањи.  Објаснили су да земље у НАТО-у гледају на јавну подршку њиховим акцијама као на „критична подручја рањивости“.  Стратегија је укључивала дневне специјалне владине конференције за штампу и ажурирање веб страница. 
Током рата на Косову и Метохији, Клинтонова администрација и званичници НАТО-а били су оптужени за надувавање броја косовско-метохијских Албанаца које су убили Срби да би оправдали умешаност САД у сукоб. Амерички председник Бил Клинтон упоредио је догађаје на Косову и Метохији са Холокаустом и прогоном Јевреја током Другог светског рата. Администрација је у више наврата описивала ситуацију на Косову и Метохији као геноцид. Дана 16. маја 1999, министар одбране Вилијам Коен појавио се у емисији Face the Nation CBS-а и сугерисао да је убијено можда 100.000 мушкараца. Послератна испитивања су показала да су изјаве о геноциду и број жртава увелике преувеличан. Канадски политиколог Марк Волфграм рекао је да су западни медији егзекуције у селу Рогово код Ђаковице представили као убиство етничких Албанаца, али нису навели да су већина убијених били борци или присталице Ослободилачке војске Косова (ОВК), известила је истрага Организације за европску безбедност и сарадњу (ОЕБС). Рудолф Шарпинг, немачки министар одбране, описао је убиства као масакр над цивилима.
Волфграм је навео да је случај Рачак доказан ратни злочин, али је тврдио да има много проблематичних делова у причи и како је манипулисала Клинтонова администрација, на пример некритичким игнорисањем чињенице да је ОВК користила Рачак као базу за напада српске циљеве. После масакра, Клинтонова администрација је покренула „пропагандни блиц“ да убеди амерички народ да је интервенција у Југославији неопходна. Подршка јавности за интервенцију међу америчким грађанима остала је само на око 50%, чак и након велике медијске пажње Рачка, који је указивао да ће рат против Југославије бити знатно мање популаран од претходних сукоба и интервенција које су предузимале САД у њеној новијој историји. Оптужбе за сакаћење путем обезглављивања биле су лажне, али су привукле велику пажњу медија као наводни доказ „српског варварства“.
Волфграм је такође критиковао извештавање о наводној операцији Потковица и објаснио да је јасно да постоји координирана акција Милошевићевих снага, али је НАТО покушао да стави до знања да реагује на нешто што је у току од новембра 1998. године. Многи научници, укључујући Сабрину П. Рамет, доводе у питање постојање операције Потковица. Jing Ke је у својој студији показао да Вашингтон Тајмз и Вашингтон Пост нису или су игнорисали да извештавају о неким од кључних питања у вези са косовском кризом, као што су део споразума из Рамбујеа, касетно бомбардовање невојних циљева и бомбардовање Радио Телевизија Србије. Филип Хамонд је закључио да је извештавање британских медија о ваздушној кампањи НАТО-а „наишло на познате проблеме управљања вестима и пропагандом” који су примећени у извештавању о сукобима након Хладног рата.